# Список песен Тины Кароль
Ниже представлен список песен украинской певицы Тины Кароль. Он содержит только песни, которые были официально выпущены украинской певицей с 2005 года, независимо от того, они были записаны в студии или это были только концертные релизы. В список включены песни, изданные в первоначальном формате. За свою сольную карьеру, певица официально выпустила более девяноста песен на русском, украинском и английском языках. 

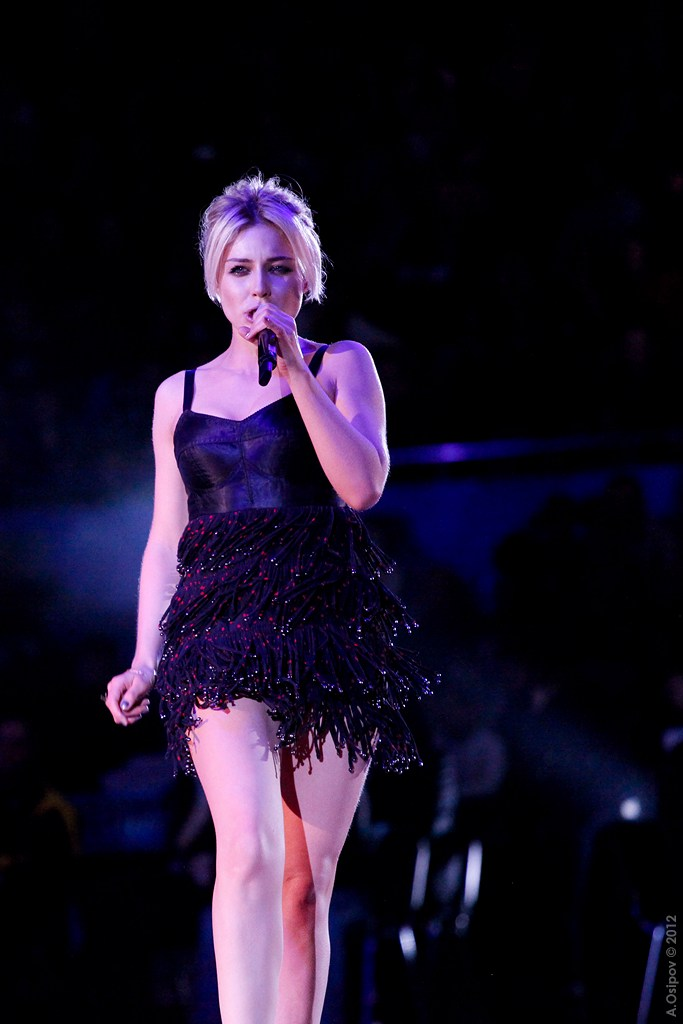
На матче «Баскетбольной суперлиги» в Киеве в 2012 году.

Большая часть песен в исполнении Тины Кароль написаны в жанре Поп-музыки. Среди наиболее известных хитов исполнительницы песни «Выше облаков», «Ноченька», «Шиншилла», «Помню», «Я всё ещё люблю», «Сдаться ты всегда успеешь», «Україна — це ти», «Иди на жизнь», «Сила высоты», «Вільна», «Безодня», «Скандал» и прочие. Авторами многих песен для Тины Кароль стали: Андрей Пидлужный, Аркадий Александров, Дмитрий Тубельцов, Влад Дарвин, Егор Солодовников и другие . Помимо сольных выступлений, Кароль пела дуэтом с Стасом Михайловым, группами KAZKA и Бумбокс, Юлией Саниной, Даном Баланом, Алиной Паш и другими исполнителями.

## Список песен
| Год  | Название                                                       | Автор(ы) песни | Альбом              | Ис.     |
| ---- | -------------------------------------------------------------- | --- | ------------------- | ------- |
| 2005 | «Выше облаков»                                                 | Павел Шилько, Михаил Некрасов | «Show Me Your Love» | [ 5 ]   |
| 2005 | «Show Me Your Love»                                            | Павел Шилько, Михаил Некрасов, Тина Кароль                                                                                               | «Show Me Your Love» | [ 6 ]   |
| 2005 | «Money Doesn’t Matter»                                         | Павел Шилько, Михаил Некрасов | «Show Me Your Love» | [ 7 ]   |
| 2005 | «Russian Boy»                                                  | Михаил Некрасов, Florence Tonk | «Show Me Your Love» | [ 8 ]   |
| 2005 | «Life Is Not Enough»                                           | Павел Шилько, Михаил Некрасов | «Show Me Your Love» | [ 9 ]   |
| 2005 | «Honey»                                                        | Павел Шилько, Михаил Некрасов | «Show Me Your Love» | [ 10 ]  |
| 2005 | «Love Of My Life»                                              | Павел Шилько, Михаил Некрасов, Брендон Стоун                                                                                             | «Show Me Your Love» | [ 11 ]  |
| 2006 | «Пупсик»                                                       | Тина Кароль, Михаил Некрасов | «Ноченька»          | [ 12 ]  |
| 2006 | «Ноченька»                                                     | Тина Кароль, А. Батьковский, Михаил Некрасов.                                                                                            | «Ноченька»          | [ 13 ]  |
| 2006 | «Люблю его»                                                    | Татьяна Миронова | «Ноченька»          | [ 14 ]  |
| 2006 | «Намалюю тобі зорі»                                            | Тина Кароль, Брендон Стоун | «Ноченька»          | [ 15 ]  |
| 2006 | «Ты отпусти»                                                   | Тина Кароль, Брендон Стоун | «Полюс притяжения»  | [ 16 ]  |
| 2006 | «Белое небо»                                                   | Леонид Ширин, Катерина Качина | «Полюс притяжения»  | [ 17 ]  |
| 2006 | «Полюс притяжения»                                             | Илья Брылин, Сергей Саунин | «Полюс притяжения»  | [ 18 ]  |
| 2006 | «Ключик»                                                       | Любаша | «Полюс притяжения»  | [ 19 ]  |
| 2006 | «У неба попросим»                                              | Решетняк Татьяна, Архипенко Лариса, Климашенко Дмитрий                                                                                   | «Полюс притяжения»  | [ 20 ]  |
| 2006 | «Время как вода»                                               | Тина Кароль | «Полюс притяжения»  | [ 21 ]  |
| 2010 | «Ніжно»                                                        | Андрей Пидлужный | «9 жизней»          | [ 22 ]  |
| 2010 | «Не дощ»                                                       | Андрей Пидлужный | «9 жизней»          | [ 23 ]  |
| 2010 | «Шукай мене»                                                   | Позняков Сергей | «9 жизней»          | [ 24 ]  |
| 2010 | «Я скажу да»                                                   | Позняков Сергей | «9 жизней»          | [ 25 ]  |
| 2010 | «Шиншила»                                                      | К. Веретенников, Т. Миронова | «9 жизней»          | [ 26 ]  |
| 2010 | «Любовь»                                                       | О.Борщевский, Д. Гольде, Е. Кипер | «9 жизней»          | [ 27 ]  |
| 2010 | «Radio Baby»                                                   | В. Белоусов, К. Кавалерян | «9 жизней»          | [ 28 ]  |
| 2010 | «Я не беру трубку»                                             | С. Позняков | «9 жизней»          | [ 29 ]  |
| 2010 | «9 жизней (Микроволновка)»                                     | И. Алексеев | «9 жизней»          | [ 30 ]  |
| 2010 | «Зачем я знаю»                                                 | И. Алексеев | «9 жизней»          | [ 31 ]  |
| 2010 | «Не бойся, мальчик»                                            | Т. Миронов | «9 жизней»          | [ 32 ]  |
| 2014 | «Помню»                                                        | Тина Кароль | «Помню»             | [ 33 ]  |
| 2014 | «Бесконечность»                                                | Стас Шуринс | «Помню»             | [ 34 ]  |
| 2014 | «Удаляюсь»                                                     | Сергей Позняков | «Помню»             | [ 35 ]  |
| 2014 | «Любила»                                                       | Макс Барских | «Помню»             | [ 36 ]  |
| 2014 | «Жизнь продолжается»                                           | Влад Дарвин | «Помню»             | [ 37 ]  |
| 2014 | «Закрили твої очі»                                             | А. Пидлужный | «Помню»             | [ 38 ]  |
| 2015 | «Мы не останемся друзьями»                                     | Сергей Позняков | «Все хиты»          | [ 39 ]  |
| 2015 | «Україна — це ти»                                              | Николай Бровченко | «Колядки»           | [ 40 ]  |
| 2015 | «Я всё ещё люблю»                                              | Натали Власова, Виктор Дробыш | «Все хиты»          | [ 41 ]  |
| 2015 | «Сдаться ты всегда успеешь»                                    | Тина Кароль, Егор Солодовников | «Плейлист весны»    | [ 42 ]  |
| 2017 | «Перечекати»                                                   | Влад Дарвин | «Интонации»         | [ 43 ]  |
| 2017 | «Lost in the Rain»                                             | Nina Zoe Smith, Тина Кароль | Без альбома         | [ 44 ]  |
| 2017 | «Твої гріхи»                                                   | Дмитрий Тубильцев, Тина Кароль | «Интонации»         | [ 45 ]  |
| 2017 | «Blindfold»                                                    | Дмитрий Тубольцев, Тина Кароль | Без альбома         | [ 46 ]  |
| 2017 | «Я не перестану»                                               | Сергей Позняков | Без альбома         | [ 47 ]  |
| 2017 | «Дитинство не втрачай» с участием участников шоу «Голос. Дети» | Тина Кароль | Без альбома         | [ 48 ]  |
| 2017 | «Все во мне»                                                   | Д. Медовая, А. Беляев | «Интонации»         | [ 49 ]  |
| 2017 | «Обіцяй»                                                       | Yoad Nevo, Тина Кароль, Дмитрий Тубельцов, Nina Smith                                                                                    | «Интонации»         | [ 50 ]  |
| 2017 | «Тобі здається»                                                | Н. Шевчук, О. Сметанин | «Интонации»         | [ 51 ]  |
| 2017 | «Ой, ходить сон»                                               | Тина Кароль | «Интонации»         | [ 52 ]  |
| 2017 | «All of Me»                                                    | Jazmin Cremley, Тина Кароль, Дарья Медовая                                                                                               | Без альбома         | [ 53 ]  |
| 2017 | «Земля»                                                        | Тина Корнет | «Интонации»         | [ 54 ]  |
| 2017 | «Космічні почуття»                                             | Тина Кароль, Евгений Триплов, Евгений Гарбаренко,Евгений Кобзарчук, Иван Клименко                                                        | «Интонации»         | [ 55 ]  |
| 2017 | «Внезапно»                                                     | Yoad Nevo, В. Дробыш, Тина Кароль, ЕВгений Триплов                                                                                       | «Интонации»         | [ 56 ]  |
| 2017 | «Шаг, шаг»                                                     | Иван Клименко, О. Литвиненко | «Интонации»         | [ 57 ]  |
| 2017 | «Несколько причин»                                             | Александр Пьяных, Роман Варнин, Сюзанна Варнина                                                                                          | «Интонации»         | [ 58 ]  |
| 2017 | «Мужчина моей мечты»                                           | Агастасия Лисицына | «Интонации»         | [ 59 ]  |
| 2017 | «Дикая вода»                                                   | Анастасия Лисицына | «Интонации»         | [ 60 ]  |
| 2018 | «Step by step»                                                 | Nina Smith, Иван, Литвиненко | Без альбома         | [ 61 ]  |
| 2018 | «Sweet love»                                                   | Яна Майорникова, Брендон Стоун | Без альбома         | [ 62 ]  |
| 2018 | «Сила высоты»                                                  | Егор Солодовников | «Найти своих»       | [ 63 ]  |
| 2019 | «Безодня» (с участием Бумбокс)                                 | Олег Аджикаев, Андрей Хлывнюк | «Найти своих»       | [ 64 ]  |
| 2019 | «Вабити»                                                       | И. Берчий, Алёна Савраненко. | «Найти своих»       | [ 65 ]  |
| 2019 | «Иди на жизнь»                                                 | Егор Солодовников | «Найти своих»       | [ 66 ]  |
| 2019 | «Домой» (с участием Dan Balan)                                 | Никита Кислов | Freedom (Part 2)    | [ 67 ]  |
| 2019 | «Вільна» (с участием Юлии Саниной)                             | Александр Шкуркир, Алёна Савраненко. | «Найти своих»       | [ 68 ]  |
| 2020 | «Помнишь» (с участием Dan Balan)                               | Dan Balan | «Найти своих»       | [ 69 ]  |
| 2020 | «Blow your mind» С участием Luca Dayz, Snoop Dogg, L.O.E.)     | L.O.E, Luca Dayz, Calvin Cordozar, D. Ferrar, Jason Andrew Farrington Seymour, Martin Aaron, Яна Майоркина, Тина Кароль, Михаил Хонякин. | «Найти своих»       | [ 70 ]  |
| 2020 | «Найти своих»                                                  | Катерина Офлиян | «Найти своих»       | [ 71 ]  |
| 2020 | «Лодочка»                                                      | Тина Кароль, Раенко Ростислав | «Найти своих»       | [ 72 ]  |
| 2020 | «Небо»                                                         | Тина Кароль, Gregory Courtell Mitchell Jr                                                                                                | «Найти своих»       | [ 73 ]  |
| 2020 | «Білий мішка»                                                  | Тина Кароль | «Найти своих»       | [ 74 ]  |
| 2020 | «Heaven»                                                       | Тина Кароль, Яна Майоркина | Без альбома         | [ 75 ]  |
| 2021 | «Phenomenal» (совместно с Luca Dayz, Legendary Marquest)       | Luca Dayz, Omer Agca, D’Metrei Griffin, Sean Kingston                                                                                    | Без альбома         | [ 76 ]  |
| 2021 | «Это любовь»                                                   | Тина Кароль, Аркадий Александров | «Красиво»           | [ 77 ]  |
| 2021 | «Скандал»                                                      | Тина Кароль, Аркадий Александров | «Красиво»           | [ 78 ]  |
| 2021 | «Хороший парень»                                               | Тина Кароль, Аркадий Александров | «Красиво»           | [ 79 ]  |
| 2021 | «Любовники»                                                    | Тина Кароль, Аркадий Александров | «Красиво»           | [ 80 ]  |
| 2021 | «Красиво»                                                      | Тина Кароль, Аркадий Александров | «Красиво»           | [ 81 ]  |
| 2021 | «Девочка»                                                      | Тина Кароль, Аркадий Александров | «Красиво»           | [ 82 ]  |
| 2021 | «Бегу»                                                         | Тина Кароль, Аркадий Александров | «Красиво»           | [ 83 ]  |
| 2021 | «Lovers»                                                       | Тина Кароль, Аркадий Александров | Без альбома         | [ 84 ]  |
| 2021 | «Черкай іскру» (с участием Wellboy)                            | Антон Вельбой, Евгений Гарбаренко | «Молодая кровь»     | [ 85 ]  |
| 2021 | «Bounty» (с участием группы Latexfauna)                        | Д. Зезюлин, М. Гребинь, О. Димань, О. Мыльников, И. Случанко                                                                             | «Молодая кровь»     | [ 86 ]  |
| 2021 | «Здатен» (с участием САМНАСАМ)                                 | Евгений Гарбаренко, Кондрашин Вячеслав, Самовилов Юрий,                                                                                  | «Молодая кровь»     | [ 87 ]  |
| 2021 | «Ангели все знають» (с участием Ivan NAVI)                     | D’Meetri Griffin, Omer Agca, Игнатченко Андрей, Игнатченко Елена                                                                         | «Молодая кровь»     | [ 88 ]  |
| 2021 | «Дотики» (с участием Алины Паш)                                | М. Хонякин, Алина Паш, В. Мироненко | «Молодая кровь»     | [ 89 ]  |
| 2021 | «Зірочка» (с участием группы KAZKA)                            | Дмитрий Ципердюк | «Молодая кровь»     | [ 90 ]  |
| 2021 | «Невірний» (с участием NIKITA LOMAKIN)                         | D’Meetri Griffin, Omer Agca, Тина Кароль, Никита Ломакин                                                                                 | «Молодая кровь»     | [ 91 ]  |
| 2021 | «Хто як не я»                                                  | Алёна Савраненко, Тукалов О. В., Клименко И.                                                                                             | «Молодая кровь»     | [ 92 ]  |
| 2021 | «Холод»                                                        | Тина Кароль, Аркадий Александров | «Двойной рай»       | [ 93 ]  |
| 2021 | «Двойной рай»                                                  | Тина Кароль, Аркадий Александров | «Двойной рай»       | [ 94 ]  |
| 2021 | «Город»                                                        | Тина Кароль, Аркадий Александров | «Двойной рай»       | [ 95 ]  |
| 2021 | «Поцелуй на фарт»                                              | Тина Кароль, Аркадий Александров | «Двойной рай»       | [ 96 ]  |
| 2022 | «Спи собі сама»                                                | Тина Кароль, Андрей Кузьменко | Без альбома         | [ 97 ]  |
| 2022 | «Вільні. Нескорені»                                            | Тина Кароль, Аркадий Александров, Александр Высоцкий                                                                                     | Без альбома         | [ 98 ]  |
| 2022 | «Chervona Kalyna»                                              | Григорий Трух, Народ, Степан Чернецкий, Тина Кароль, Simpson Thomas Austin                                                               | LELEKA              | [ 99 ]  |
| 2022 | «Kolomyika»                                                    | Тина Кароль, Народ, Simpson Thomas Austin                                                                                                | LELEKA              | [ 99 ]  |
| 2022 | «Outro» (feat. Ryoji Inatsugi)                                 | Тина Кароль, Simpson Thomas Austin | LELEKA              | [ 99 ]  |
| 2022 | Scandal                                                        | Тина Кароль, Аркадий Александров, Яна Майоркина                                                                                          | Scandal             | [ 100 ] |
| 2022 | Mad Love                                                       | Тина Кароль, Аркадий Александров, Яна Майоркина                                                                                          | Scandal             | [ 100 ] |
| 2022 | Lovers                                                         | Тина Кароль, Аркадий Александров, Яна Майоркина                                                                                          | Scandal             | [ 100 ] |
| 2022 | Crazy                                                          | Тина Кароль, Аркадий Александров, Яна Майоркина                                                                                          | Scandal             | [ 100 ] |
| 2022 | Good Guy                                                       | Тина Кароль, Аркадий Александров, Яна Майоркина                                                                                          | Scandal             | [ 100 ] |
| 2022 | Secret                                                         | Тина Кароль, Аркадий Александров, Яна Майоркина                                                                                          | Scandal             | [ 100 ] |
| 2022 | 2bl Paradise                                                   | Тина Кароль, Аркадий Александров, Яна Майоркина                                                                                          | Scandal             | [ 100 ] |
| 2022 | Life is Great                                                  | Тина Кароль, Аркадий Александров, Яна Майоркина                                                                                          | Scandal             | [ 100 ] |
| 2022 | I See the Light                                                | Тина Кароль, Аркадий Александров, Яна Майоркина                                                                                          | Scandal             | [ 100 ] |
| 2023 | Forever Young (с участием Alphaville)                          | Мариан Гольд, Бернхард Ллойд, Франк Мертенс                                                                                              | Forever Young       | [ 101 ] |

## Саундтреки
| Год  | Песня                       | Киноработа            | Режиссёр(-ка)    | Дж.     |
| ---- | --------------------------- | --------------------- | ---------------- | ------- |
| 2009 | «У неба попросим»           | «Территория красоты»  | Игорь Забара     | [ 102 ] |
| 2015 | «Сдаться ты всегда успеешь» | «Хозяйка»             | Бата Недич       | [ 103 ] |
| 2017 | «Я не перестану»            | «Хороший парень»      | Евгений Баранов  | [ 104 ] |
| 2018 | «Дикая вода»                | «За три дня до любви» | Сергей Щербин    | [ 105 ] |
| 2020 | «Вільна»                    | «Преданная»           | Кристина Сиволап | [ 106 ] |
| 2020 | «Иди на жизнь»              | «Доктор Вера»         | Тарас Ткаченко   | [ 107 ] |
| 2021 | «Полюс притяжения»          | «Неверная»            | Евгений Баранов  | [ 108 ] |
| 2022 | «Спи собі сама»             | «Я, Победа и Берлин»  | Ольга Ряшина     | [ 109 ] |